# Bolbogonium triangulum
Bolbogonium triangulum es una especie de coleóptero de la familia Geotrupidae.

## Distribución geográfica
Habita en Birmania, Bengala, Deccan y Pakistán.